# لری ادلر
لاورنس سه‌سیل ادلر (Lawrence "Larry" Cecil Adler) (متولد ۱۰ فوریه ۱۹۱۴ - درگذشتهٔ ۶ اوت ۲۰۰۱)، نوازندهٔ بزرگ سازدهنی کروماتیک بود. او بیشتر با نام ساده‌شدهٔ لری ادلر (Larry Adler) شناخته میشود.

## زندگی‌نامه
ادلر در سال ۱۹۱۴ در بالتیمور آمریکا، از یک خانوادهٔ یهودی متولد شد. او سازدهنی را بدون آموزش فراگرفت و زمانی‌که ۱۴ ساله بود یه یک نوازندهٔ حرفه‌ای سازدهنی تبدیل شد، در همین دوره از زندگی‌اش برای پیشرفت بیشتر به نیویورک رفت و در تئاترهای موزیکال بازی کرد. ادلر و سازدهنی وی، به‌زودی طرفداران بسیاری به‌دست آوردند.

## سبک
لری ادلر از نخستین نوازندگان سازدهنی بود که قطعات اختصاصی نوشته شده برای این ساز کوچک را اجرا کرد. در دههٔ ۱۹۵۰ میلادی، ادلر قطعاتی را اجرا می‌کرد که آهنگ‌سازان به‌صورت اختصاصی برای او و سازدهنی‌اش نوشته بودند. او حتی قطعات کلاسیک از هنرمندانی چون «باخ»، «ویوالدی»، «بتهوون»، «موتزارت»، «بارتوک»، «استراوینسکی» و قطعاتی را که برای سازهای دیگر مانند ویولن نوشته بودند به‌شایستگی اجرا می‌کرد.

## گرایش سیاسی
لری ادلر در سال ۱۹۴۹ پس از این‌که اتهام طرفداری از کمونیسم را به او وارد آوردند از آمریکا به لندن رفت، شهری که تا پایان عمرش در آن سکونت گزید.

## همکاری‌ها
وی در سال‌های پایانی کار حرفه‌ای خود، با هنرمندانی مانند «استینگ»، «التون جان» و «کیت بوش» همکاری داشت و آهنگ‌سازانی هم‌چون «رالف وان ویلیامز»، «مالکوم آرنولد»، «داریوس میلهاد» و «آرتور بنجامین» برای وی قطعاتی را نوشتند.
در سال ۱۹۹۴ لری ادلر در اجرای آلبومی به نام « شکوه گِرشوین» (The Glory of Gershwin) که یادبودی برای «جورج گرشوین» آهنگ‌ساز بزرگ قرن بیستم بود، همکاری کرد. در این سال، ادلر ۸۰ ساله بود و به‌همراه «جورج مارتین» (تهیه کنندهٔ آلبوم) قطعهٔ “Rhapsody in Blue” از گرشوین را اجرا کرد و در اجرای آهنگ “Summertime” با نواختن همزمان سازدهنی و پیانو، مهارت خود را در نواختن پیانو نیز به رخ کشید.

## مرگ
لری ادلر در سن ۸۷ سالگی در لندن درگذشت. نام وی به‌عنوان یکی از بزرگ‌ترین نوازندگان سازدهنی، ماندگار است.